# Gruppenanalyse
Gruppenanalyse ist ein spezielles Verfahren psychoanalytisch orientierter Gruppenpsychotherapie. Gründerväter waren Joseph H. Pratt, Trigant Burrow und Paul Schilder. Die Psychoanalytiker Samuel Slavson in New York, S. H. Foulkes und Wilfred Bion, beide in London, haben diese Therapieform ab den 1940er Jahren institutionell etabliert und theoretisch fundiert.
Foulkes war sowohl von der Psychoanalyse wie der Gestaltpsychologie – insbesondere durch den Kontakt zu Kurt Goldstein – und als auch der Soziologie beeinflusst. Einer seiner engsten Freunde war der Soziologe Norbert Elias. Weitere wichtige Einflüsse gingen von den Psychoanalytikern E. J. Anthony, Lazell, Marsh, John Rickman und Louis Wender aus.

## Konzept nach Foulkes
Foulkes zog es vor, von Gruppenanalytischer Psychotherapie zu sprechen; dennoch hat sich der Terminus Gruppenanalyse bis heute weitgehend durchgesetzt. Die entsprechende Ausbildung im Rahmen des Psychotherapiegesetzes in Österreich führt zu der Zusatzbezeichnung „Gruppenpsychoanalyse“ und ist expliziter an der klassischen Psychoanalyse und der Technik der freien Assoziation ausgerichtet.
Foulkes entwickelte sein Konzept der Gruppenbehandlung in den 1940er Jahren im Militärkrankenhaus Northfield, an dem auch John Rickman und Wilfred Bion gearbeitet hatten. Er sah in der Gruppenanalyse ein Verfahren zur Erforschung von Gruppenprozessen. Er verstand die Gruppe primär als Abbild der Gesellschaft, ihrer Besonderheiten, ihrer Widersprüche und ihrer Konflikte. Die psychischen Störungen des Einzelnen verstand er als Ergebnis fehlgelaufener sozialer und zwischenmenschlicher Austauschprozesse. Anders ausgedrückt, sind psychische Störungen des einzelnen nur im Kontext seiner sozialen Entwicklung und Umgebung verständlich, heilsame Prozesse können sich nach Foulkes nur entfalten, wenn diese sozialen Bedingungen integriert werden. Dies lässt sich am wirksamsten in der psychotherapeutischen Gruppe durchführen. Er sah die Gruppe als einen Prozess ständig sich ändernder Wechselwirkungen eines jeden Gruppenteilnehmers mit einem jeden anderen, einschließlich des Gruppenleiters. Foulkes sprach in diesem Zusammenhang von Gruppenmatrix.
In seinem Standardwerk Gruppenanalytische Psychotherapie schreibt Foulkes dazu:

„Grob gesprochen hat in der gruppenanalytischen Gruppe der manifeste Inhalt der Kommunikation zur latenten Bedeutung ein ähnliches Verhältnis wie der manifeste Traum zu den latenten Traumgedanken. Diese Sache ist so wichtig und so eng verbunden mit unserem Konzept der Gruppenmatrix, daß ich noch einmal die Gelegenheit ergreifen will, auf die Bedeutung der Gruppenmatrix als operative Basis aller Beziehungen und Kommunikationen hinzuweisen. In diesem Netzwerk wird das Individuum als ein Knotenpunkt aufgefasst. Das Individuum wird mit anderen Worten nicht als ein geschlossenes, sondern als ein offenes System gesehen. Man kann eine Analogie sehen im Neuron der Anatomie und Physiologie. Zusammen mit dem Neuron, dem Knotenpunkt im gesamten Netzwerk der Nerven, reagiert und respondiert immer das ganze Nervensystem (Goldstein)“

Jeder einzelne bringt unvermeidlich seine prägenden sozialen Erfahrungen mit in die Gruppe, wo diese sich erneut entfalten und damit erkennbar, verständlich gemacht und ggf. korrigiert werden können. Foulkes sprach davon, dass die Gruppe einen heilsamen Einfluss entwickle, indem sie intuitiv jene Normen aufstelle, von denen der einzelne individuell abweiche.
Die stärkste Verbreitung hat die Gruppen(psycho)analyse bis heute in den deutschsprachigen Ländern und in Großbritannien (group analysis) gefunden.

## Gruppenanalytische Behandlungsprinzipien
Im Gegensatz zu anderen psychoanalytisch orientierten Gruppenverfahren sieht Foulkes die analytische Funktion nicht primär in den Händen des Gruppenleiters, sondern in denen der Gruppe. Die wesentliche psychoanalytische Arbeit wird also durch die Gruppe geleistet. Die Aufgabe des Leiters ist dabei, den Rahmen für die Gruppenarbeit zur Verfügung zu stellen und für dessen Aufrechterhaltung zu sorgen. Es geht dabei um den
- äußeren Rahmen – Ort, Zeit, Gruppenzusammenstellung, finanzielle Abwicklung, äußere Sicherheit usw. – wie den
- inneren Rahmen, d. h. Einhaltung verschiedener Gruppenregeln – wie Schweigepflicht –, Verhinderung schwer destruktiver Gruppenprozesse, Förderung der gruppenanalytischen Arbeitsatmosphäre usw.

Als eine zweite zentrale Aufgabe des Gruppenanalytikers sieht Foulkes vereinfacht gesagt die Verbesserung der Kommunikation. Störungsbedingte Probleme der Kommunikation behindern den produktiven Verlauf der Gruppensitzung. Indem der Gruppenanalytiker sich diesen zuwendet, wenn sie auftreten, verbessert er die therapeutische Funktion der Gruppe. Je besser die Gruppe arbeitet, desto unwichtiger ist der Gruppenleiter. Foulkes wehrt sich entschieden gegen die (Selbst-)Überschätzung des Gruppenleiters.

## Gruppenpsychoanalyse im deutschen Sprachraum
Schon 1957 erschien das Werk Raoul Schindlers zur Gruppendynamik, welches die analytische Gruppenanalyse wie auch andere Gruppenpsychotherapien als ein erstes Modell maßgeblich beeinflusste.
Grundlegende Vorarbeiten zur Gruppenanalyse leistete Horst-Eberhard Richter, und zwar ausgehend von der psychoanalytischen Familienforschung und Familientherapie. Wesentliche Erkenntnisse dazu finden sich in seinem Buch Die Gruppe, welches erstmals 1972 erschien. Wie Richter haben auch andere Forscher vor allem einen Zusammenhang zwischen einer unbewusste Prozesse einschließende Analyse von Gruppen und der nach dem Zweiten Weltkrieg beginnenden psychoanalytische Friedensforschung in Deutschland hergestellt.
Franz Heigl und Annelise Heigl-Evers entwickelten ab 1967 das dreistufige Göttinger Modell, das vor allem in der klinischen Anwendung auf Zustimmung stößt. Es geht davon aus, dass Gruppenphänomene und Gruppenleistungen wesentlichen Einfluss auf die Tätigkeit des Therapeuten haben. Es eignet sich vor allem auch für Patienten mit Ich-Strukturellen Störungen. Das Göttinger Modell führte zu einer Verbreitung der Anwendung von Gruppenanalyse auch im stationären Setting.
Inzwischen liegen weitere Konzepte für spezifische Anwendungsfelder vor wie zur Großgruppe, mit psychotischen Patienten oder mit älteren Menschen, die auch im deutschen Sprachraum rezipiert werden.
1976 wurden in Altaussee (Salzkammergut) – durch Alice Ricciardi, Josef Shaked, Michael Hayne und Dieter Ohlmeier – Selbsterfahrungs- und Fortbildungsgruppen im analytischen Verfahren etabliert. Die Internationale Arbeitsgemeinschaft für Gruppenanalyse mit Sitz in Bonn ist Veranstalterin von jährlich zwei Workshops. Neben Shaked und Hayne lehren und leiten Gruppen dort heute auch Jutta Menschik-Bendele, Mohammad Ebrahim Ardjomandi, Felix de Mendelssohn, Paul L. Janssen, Elizabeth Foulkes, Margarethe Seidl, Ursula Volz u. a.
1982 wurde das Seminar für Gruppenanalyse Zürich (SGAZ) gegründet. In drei jährlichen Blockseminaren wird eine Weiterbildung für Gruppenanalyse angeboten. Erweitert wird das Angebot durch Workshops zur Einführung in Gruppenanalyse und das Postgraduate Seminar.
Weitere gruppenanalytische Institute im deutschsprachigen Raum sind die Fachsektion Gruppenpsychoanalyse im ÖAGG in Wien für Österreich, das Institut für Gruppenanalyse Heidelberg, das Institut für Therapeutische und Angewandte Gruppenanalyse in Münster, das Berliner Institut für Gruppenanalyse und die Gruppenanalyseseminare GRAS für Deutschland.
Die Deutsche Gesellschaft für Gruppenanalyse und Gruppenpsychotherapie (D3G) wurde 2011 gegründet.